# Mesoleius ardonator
Mesoleius ardonator là một loài tò vò trong họ Ichneumonidae.